# Toranj Sangi-Aliabad
35°7′15″N 50°59′43″E / 35.12083°N 50.99528°E
Toranj Sangi-Aliabad (perz. میل‌سنگی علی‌آباد; dosl. kameni toranj na Aliabadu) nalazi se na južnom ogranku planine Kuh-e Aliabad u Komskoj pokrajini u Iranu, oko 3 km jugoistočno od sela Aliabada odnosno suvremene autoceste između Teherana i Koma. Valjkasti toranj zajedno s plosnatom kubusnom bazom visok je oko 12 m, građen je od kamena i ima unutrašnje stubište. S obzirom na to da fasada dijeli sličnosti s istoimenim karavan-sarajem Sangi-Aliabadom datira ga se u seldžučko razdoblje (11. − 12. st.), no niz okolnih arheoloških nalazišta uključujući brdsku tvrđavu, groblje i kanate svjedoče o starovjekovnom naseljavanju zbog čega postoji mogućnost da je ranije imao funkciju zoroastrijskog tornja tišine (perz. dahma). Toranj Sangi-Aliabad stoljećima je služio kao promatračnica i u 20. stoljeću temeljito je rekonstruiran, a u ožujku 2001. godine uvršten je na popis iranske kulturne baštine.

## Galerija
- Fasada tornja
- Toranj izbliza
- Pogled prema zapadu
- Pogled prema sjeveru
- Pogled prema istoku
- Pogled na Hovz-e Soltan

## Poveznice
- Karavan-saraj Sangi-Aliabad

## Vanjske poveznice
- (perz.) Shahrnama: ميل سنگي ميم  Arhivirana inačica izvorne stranice od 9. ožujka 2021. (Wayback Machine)

Ostali projekti
|  | Zajednički poslužitelj ima još gradiva o temi Toranj Sangi-Aliabad |